# She Was a Boy
Albums de Yael Naim
Yael Naim
(2009) Older
(2015)
She Was a Boy est le troisième album studio de Yael Naim, sorti le 16 novembre 2010 sur le label Tôt ou tard.

## Liste des titres
| 1.    | Come home                | 3:52 |
| 2.    | My dream                 | 4:56 |
| 3.    | She Was a Boy            | 3:33 |
| 4.    | Go to the river          | 4:16 |
| 5.    | Never change             | 3:53 |
| 6.    | I try hard               | 3:44 |
| 7.    | Today                    | 4:45 |
| 8.    | Mystical love            | 4:19 |
| 9.    | Man of another woman     | 4:16 |
| 10.   | Puppet                   | 3:56 |
| 11.   | Stupid goal              | 3:30 |
| 12.   | If I lost the best thing | 3:32 |
| 13.   | Game is over             | 3:22 |
| 51:30 |                          |      |

## Accueil de la critique
Selon Les Inrocks « New Soul était une éclosion, She Was a Boy est beaucoup plus : une floraison ». David Donatien y joue un rôle important puisque « ses arrangements installent à chaque étape un univers sonore distinct et nuancé, riche en trouvailles et en fantaisies ».
Télérama aime passionnément She Was a Boy « parce que la voix est belle, claire et souple. Parce que les mélodies sont limpides, teintées d'une douce mélancolie ou d'un petit parfum fox-trot ».

## Classement hebdomadaire
| Classement (2010)            | Meilleure position |
| ---------------------------- | ------------------ |
| Belgique (Wallonie Ultratop) | 27                 |
| France (SNEP)                | 14                 |
| Suisse (Schweizer Hitparade) | 63                 |